# Tricharina
Tricharina Eckblad – rodzaj grzybów należący do rodziny Pyronemataceae.

## Systematyka i nazewnictwo
Pozycja w klasyfikacji według Index Fungorum: Pyronemataceae, Pezizales, Pezizomycetidae, Pezizomycetes, Pezizomycotina, Ascomycota, Fungi.
Takson utworzył Finn-Egil Eckblad w 1968 r. Synonimy:
- Ascorhizoctonia Chin S. Yang & Korf 1985
- Tricharia Boud. 1885

Gatunki występujące w Polsce:
- Tricharina cretea (Cooke) K.S. Thind & Waraitch 1971
- Tricharina gilva (Boud. ex Cooke) Eckblad 1968
- Tricharina praecox (P. Karst.) Dennis 1971

Nazwy naukowe na podstawie Index Fungorum. Wykaz gatunków według M.A. Chmiel i innych.